# ジヒドロキシメチリデン
ジヒドロキシメチリデン（英語: dihydroxymethylidene）は、化学式が C(OH)
2 で表される化合物である。ギ酸の不安定な互変異性体である。溶液中での存在は証明されていないが、分子は気相中で検出されている。多くのカルベン類が知られているが、いずれも一時的なものである。

## 合成法、性質
瞬間真空熱分解法によりシュウ酸から気相で合成する。
H
2C
2O
4 → C(OH)
2 + CO
2
この化学種は折れ線形分子構造で、O-C-O角は105.6°である。10 Kでは安定であるが、高温ではギ酸に異性化する。
二重にイオン化したイオン CO2−
2 は、カーボナイトイオンとして知られる。